# Gare Les Ripes
Les Ripes est une halte ferroviaire du chemin de fer Lausanne-Échallens-Bercher. Elle se situe à l'entrée du territoire de la commune d'Étagnières, dans le canton de Vaud, en Suisse.

## Situation ferroviaire
Établie à 623 mètres d'altitude, la halte Les Ripes est située au point kilométrique 8,24 de la ligne Lausanne – Bercher (101). Elle se situe entre la gare de Cheseaux et la halte d'Étagnières.

## Histoire
Dernière des haltes, après celle du Grésaley, et avant dernière station construite sur la ligne du LEB, la station Les Ripes est réalisée en 1999. Elle est ouverte dès le 31 mai 1999, mais ne sera inaugurée  31 mai 2000 en même temps que la gare du Flon. Cette halte est construite pour répondre à la fois à la demande des usagers travaillant dans la zone industrielle annexe d'Étagnières En Viorens et la nouvelle zone résidentielle de Cheseaux, Champ-Pamont, qui comporte alors 700 habitants lors de la construction de cette halte. Les frais de constructions se sont élevés à 300 000 CHF répartis pour moitié par l'Office fédéral des transports et la seconde moitié divisé en deux parts égales entre les communes d'Étagnières et de Cheseaux-sur-Lausanne.
En 2013, la halte compte une moyenne de 148 passagers par jour, soit 0,7 % des mouvements journaliers de la ligne.
Dans le cadre de l'amélioration de ses infrastructures, pour permettre une cadence au quart d'heure entre Lausanne-Flon et Échallens, la compagnie a mis à l'enquête entre le 15 avril et le 15 mai 2015 la construction d'un croisement volant d'une longueur de 900 m entre la halte des Ripes et celle d'Étagnières. Cela nécessite de déplacer le bâtiment de la halte d'une dizaine de mètres en direction de Cheseaux. Une possibilité d'y adjoindre un parc relais est étudiée en parallèle. La mise à l'enquête révèle un problème lié à la loi sur l'aménagement du territoire qui exige que les parcelles agricoles prises pour la construction soient réaffectées ailleurs sur le territoire communal. Ce point réglé, les travaux sont planifiés pour le début de l'année 2016.

## Service des voyageurs

### Accueil
Point d'arrêt non géré, la halte dispose : d'un banc abrité ; d'un distributeur de billets CFF ; d'un interphone d'urgence ; d'un oblitérateur pour les cartes multicourses ; et d'un boîtier avec boutons-poussoirs pour demander l'arrêt du train. Le quai mesure 90 mètres et est ainsi prévu pour les longues compositions. La station est protégée par vidéosurveillance.

### Desserte
Les Ripes est desservie par des trains régionaux à destination de Bercher, d'Échallens et de Lausanne-Flon. 